# حولي (خيل)

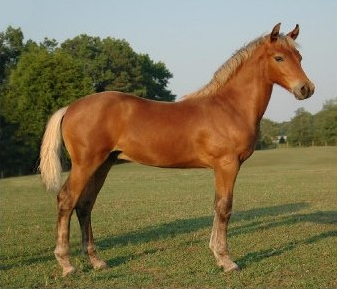
حوليّ

الحَوْلِيّ (جمع : حَوَالِيّ و حَوالِيَّة) هو حصان صغير، ذكر أو أنثى، يُراوح سِنُّه بين سنة وسنتين. الخيول تكون في هذا العمر في مرحلة مراهقة مبكرة جدًا ولم يبلغوا سن السفاد بعد. في حين أنهم قد يكونون في المراحل الأولى من النضج الجنسي، إلا أنهم يعتبرون أصغر من أن يكونوا من الماشية. 